# Alborada (canción)
Alborada es una canción pinochetista chilena compuesta a finales de 1973; su letra fue escrita por Germán Becker Ureta y su música fue compuesta por Luis Urquidi.

## Historia
El 11 de septiembre de 1973 se produjo en Chile un golpe de Estado contra el gobierno socialista de Salvador Allende encabezado por el general Augusto Pinochet. Poco tiempo después de ocurrido el golpe de Estado, Germán Becker Ureta y Luis Urquidi compondrían la canción "Alborada" la cual fue compuesta como homenaje al derrocamiento del gobierno marxista.

## Publicación
La canción fue publicada por primera vez a finales de 1973 en un disco de vinilo de 7 pulgadas sencillo, el cual tenía en el Lado B la canción «Alborada». Esta primera versión fue interpretada por el Grupo Vocal Chileno integrado por Luis Urquidi, Paz Undurraga y Antonio Zabaleta.

## Popularidad
Apenas la canción fue publicada rápidamente consiguió popularidad, especialmente entre los adherentes de la Junta Militar y en personas de ideales políticos de extrema derecha. También desde 1973 hasta 1974, debido a la intervención de la Junta Militar en las radioemisoras chilenas, esta canción fue comúnmente retransmitida en estaciones, como por ejemplo Radio Cooperativa.

## Marcha militar
Debido a la popularidad de esta canción entre los partidarios de la Junta Militar, en 1974 el sello discográfico IRT publicó un álbum en formato LP titulado "Libre" donde fue publicada una versión adaptada como marcha militar de la canción «Alborada». Esta versión como marcha militar fue interpretada por la banda de concierto del Ejército de Chile (dirigida por el teniente coronel Jorge Fernando Castro Castro) junto con un coro de alumnos de la Escuela de Suboficiales.
La banda instrumental de la Escuela Naval Arturo Prat de la Armada de Chile interpreta múltiples veces en desfiles y ceremonias militares una versión instrumental adaptada como marcha militar de la canción «Alborada», incluso desde el retorno a la democracia en Chile la escuela naval Arturo Prat ha interpretado esta marcha de forma seguida. El 11 de enero de 2022 Luis Mariano Rendón, presidente de la Fundación Memoria Histórica, solicitó al comandante en jefe de la Armada de Chile, Juan Andrés de la Maza que se prohibiera la canción «Alborada» junto con la canción «Libre», la cual fue adoptada como una canción anticomunista en Chile durante los inicios de la dictadura militar.